# Hessendorf (Gemeinde Langau)
Hessendorf ist eine Ortschaft und eine Katastralgemeinde der Marktgemeinde Langau im Bezirk Horn im niederösterreichischen Waldviertel mit 41 Einwohnern (Stand 1. Jänner 2024).

## Geografie
Das Dorf liegt südöstlich von Langau und wird vom Nesselbach entwässert, der in die Fugnitz mündet. Im Westen führt die Landesstraße L41 vorüber, von der die L 1162 in den Ort abzweigt. Am 1. April 2020 umfasste die Ortschaft 24 Adressen.
Bekannter als der Ort ist das Anglerparadies Hessendorf, eine Freizeiteinrichtung, die sich bereits in der angrenzenden Katastralgemeinde Oberhöflein befindet, aber meist über Hessendorf angefahren wird.

## Geschichte
Das Dorf brannte im Jahr 1837 ab und wurde neu errichtet, wobei diesmal alle Häuser mit Ziegel bedacht wurden, und nicht mit Stroh. Die Einwohner teilten sich in Ganzlehner, Halblehner und Kleinhäusler und waren Waldbauern, deren Bestiftung gering, die Böden aber gut waren, schilderte Schweickhardt den Ort im 19. Jahrhundert; auf den Äckern wurden Weizen, Korn, Hafer und Erdäpfel geerntet, und dann Wicke, Erbsen und Linsen. Auch die Viehwirtschaft wurde mit Sorgfalt betrieben. Die im Osten des Ortes befindliche, herrschaftliche Schäferei wurde nach dem Brand abgerissen und 1839 neu errichtet. Weiters bestand beim Ort eine Sägemühle, die vom Wind angetrieben wurde.
Im Jahr 1822 wurde der Ort als Dorf mit 23 Häusern genannt, das nach Oberhöflein eingepfarrt war, wohin auch die Kinder eingeschult wurden. Die Herrschaft Oberhöflein besaß die Ortsobrigkeit, besorgte die Konskription und hatte die Grundherrschaft inne. Die Landgerichtsbarkeit wurde von der Herrschaft Prutzendorf zu Fronsburg ausgeübt.
Laut Adressbuch von Österreich waren im Jahr 1938 in Hessendorf ein Gastwirt, eine Milchgenossenschaft, ein Schmied und einige Landwirte mit Ab-Hof-Verkauf ansässig.

## Verkehr
Nördlich am Ort vorbei führt die Lokalbahn Retz–Drosendorf, die hier auch über eine Haltestelle verfügte. Aktuell halten die Züge in der Station Anglerparadies Hessendorf südöstlich von Hessendorf.